# San Cristóbal (Coaña)
San Cristóbal es una casería perteneciente a la parroquia de Cartavio, en el concejo de Coaña, comarca de Eo-Navia, Principado de Asturias, España.